# Gintaras Januševičius
Gintaras Januševičius (Moscou, Rússia, 16 de gener de 1985) és un pianista lituà, guanyador del XVII Concurs Internacional de piano de Palma.
Nascut a Moscou al si d'una família de músics, comença a estudiar piano a l'edat de 4 anys a Klaipėda, Lituània i va entrar a la prestigiosa Escola Nacional d'Art de Čiurlionis a Vílnius als vuit anys, destacant-hi per la seva curta edat. El 2004 es traslladà a Hannover per a estudiar en l'Acadèmia de Música i Teatre amb professors famosos Vladimir Krajnev i Bernd Goetzke.
Januševičius va donar el seu primer recital de piano a Vílnius quan tenia 15 anys. El 2002 obté el Gran Premi del concurs internacional de Frédéric Chopin a Estònia. En 2007 és mereixedor de 3 premis en el Concurs Internacional de Čiurlionis i en el concurs "Piano Campus" de França. En 2010 va ser guardonat amb 4 premis a Espanya, Itàlia i Alemanya. Va fer nombrosos concerts, essencialment a Europa, on va tocar amb els cèlebres directors Salvador Brotons i Soler, Dmitri Liss, Gintaras Rinkevičius, Fuat Mansurov, Jacques Lacombe, entre d'altres.
Januševičius es va dedicar fonamentalment a la música del Romanticisme. Són especialment famoses les seves interpretacions dels obres de Rakhmàninov, Chopin i Mússorgski.